# Cot Glumpang
Cot Glumpang är ett berg i Indonesien.   Det ligger i provinsen Aceh, i den västra delen av landet, 1 800 km nordväst om huvudstaden Jakarta. Toppen på Cot Glumpang är 362 meter över havet.
Terrängen runt Cot Glumpang är kuperad.Runt Cot Glumpang är det ganska glesbefolkat, med 30 invånare per kvadratkilometer. I omgivningarna runt Cot Glumpang växer i huvudsak städsegrön lövskog.